# 동양

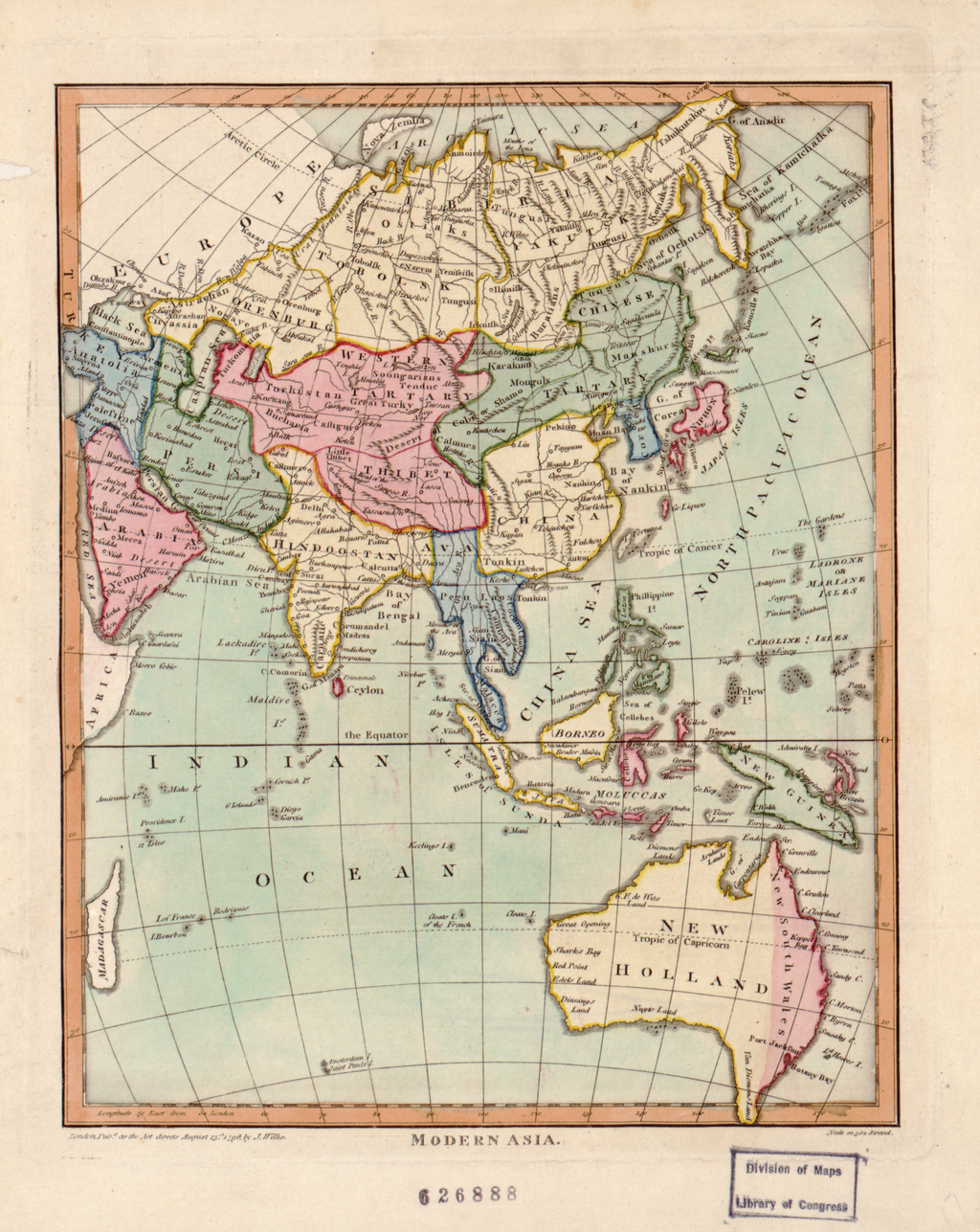
동양 세계는 1796년 지도에 아시아와 호주(당시 뉴 홀랜드로 알려짐)의 대륙을 포함하고 있었다.

동양(東洋)은 아시아의 중국과 인도 및 이들 근방의 수많은 나라들을 포함하며, 넓은 의미로는 중동과 러시아 지역까지도 포함하는 개념이다. 약간씩 의미 및 어감의 차이는 있으나, 비슷한 뜻으로 동방 세계(東方世界, 줄여서 동방) 및 오리엔트(the Orient)라는 표현도 사용된다.

## 한자 문화권의 용례
중국, 한국, 일본 등 한자 문화권에서는 동양을 말그대로 중국의 동쪽 바다[東洋]를 뜻했다. 동중국해를 소동양(小東洋)이라고 불렀고 그 너머 넓은 바다(태평양)을 동양으로 지칭했다. 이에 대비해서 서양은 인도차이나 반도 서편 너머의 바다를 지칭했는데 소서양(小西洋)은 인도양을 뜻했고, 그 너머의 먼 바다를 대서양(大西洋)이라고 불렀고 이는 오늘날 대서양(Atlantic Ocean)을 지칭하는 용어로 이어진다. 이렇게 과거 동양, 서양을 바다라는 지리적 차원에서 규정하던 것이 근대 일본에 의해 문명적 총화의 개념으로 변모되었다. 일본은 유럽 중심의 세계를 서양으로, 중국을 중심으로 한 극동 문명을 동양으로 지칭하였으며 이 중 동양은 고대 중국에서 발원한 문화와 문명 및 한국, 일본 등에서 함께 발전한 전통적 문화를 총체적으로 상징하는 의미로 사용하였다.
19세기 말의 식민주의 시대에 비유럽계 국가 중 유일하게 근대성을 이룬 일본은 자신을 동양 문명의 보존자로 자임하고 동양과 중국을 구분하여 중국을 지나(支那)로 지칭했다. 동양이 중국 중심의 찬란한 전통 문화라면 지나는 반식민지로 전락한 도태의 중국을 의미하는 것으로 정치언어적 의미가 내포되어 있다. 오늘날에는 동양과 서양이 이미 널리 통용되어 그 내에 담긴 정치적 의미는 옅어졌으며 편의적인 구분을 위해 사용하는 경우가 많다. 다만, 동양이라는 용어 역시 서구 중심주의적 시각의 재생산이라는 반론도 존재한다.

## 유럽의 용례
유럽인들이 아메리카 대륙을 발견하고 사하라 이남의 아프리카를 탐험하기 전까지 그들에게 어느 정도 이상 알려진 외부 세계는 북아프리카와 동쪽의 이슬람 국가들뿐이었다. 십자군 원정을 통해 '우리'와 '그들'을 나누는 경계가 생겨났고, 나중의 탐험 시대에 동방 세계가 유럽인들의 세계와 종교적, 문화적, 인종적으로 얼마나 다른지를 알게 되면서 '동양'의 개념이 보다 명확히 확립된 것이다. 이로 인해 동방을 신기하고 이상한 것들로 가득찬 세계로 인식하는 오리엔탈리즘이 출현하게 되었다. 또한 20세기의 냉전 시대에는 공산주의 체제의 동구권이 자본주의 체제의 NATO 세계와 체제 경쟁을 벌이기도 했다.

## 동양의 문화
한국은 아시아 대륙의 동쪽의 한반도에 위치하고 있다. 따라서 대륙의 광대한 중심부를 차지하는 중국에서부터 몽골, 중동의 영향을 받았다. 몽골의 막강한 힘이 아시아의 영향을 크게 미쳤는데 이때 아시아에 많은 교류가 이루어졌고 문화도 서로가 서로의 영향을 많이 받았다. 한국의 고려문화가 중국에 영향을 미치거나 중국의 관복을 한국이 받아 한국만의 스타일로 바꾸기도 했다.
또한 동양은 말 그대로 모든 아시아를 통칭하는 단어라고 할 수 있다.